# Juan José Cañas
Juan José Cañas (San Miguel (El Salvador), 1826 - San Miguel (El Salvador), 19 de gener de 1918) fou un militar, diplomàtic i escriptor salvadorenc. És autor de l'himne nacional d'El Salvador.
Va estudiar en Nicaragua i després en Guatemala, on va obtenir el títol de Batxiller. Va passar a la Universitat i va cursar tres anys de Medicina. En 1848 va tornar al Salvador i després va marxar a San Francisco, a la recerca d'or. Més tard, va anar a Nicaragua i es va incorporar a l'exèrcit que lluitava contra el filibuster William Walker (Campanya nacional contra els filibusters, 1856).
La seva producció literària, iniciada als 17 anys, comprèn versos, proses literàries, treballs de crítica, narracions i articles varis. En la poesia és el precursor del romanticisme al Salvador. La seva fama de poeta va traspassar les fronteres nacionals. Entre els càrrecs administratius que va ocupar estan el de Governador Polític Departamental i el de Sotssecretari de Relacions Exteriors. En la seva carrera diplomàtica va representar El Salvador a Santiago de Xile en qualitat de Ministre Plenipotenciari, i va assolir la signatura d'un tractat que va intensificar les relacions entre ambdós països. En 1882, l'Acadèmia Colombiana el va nomenar soci honorari estranger. Fou fundador i president de l'Academia Salvadoreña de la Lengua.